# MCオラン
MCオラン（Mouloudia Club of Oran）は、アルジェリアの都市オランにホームを置くサッカークラブである。
1917年に設立。

## タイトル

### 国内タイトル
- リーグ：4回
  - 1971, 1988, 1992, 1993
- アルジェリアカップ：4回
  - 1975, 1984, 1985, 1996
- リーグカップ：1回
  - 1996

### 国際タイトル
- アラブ・カップウィナーズカップ：2回
  - 1997, 1998
- アラブ・スーパーカップ：1回
  - 1999

## 歴代所属選手
- ラフダル・ベルミ